# Gernrode-Harzgeroder Eisenbahn-Gesellschaft

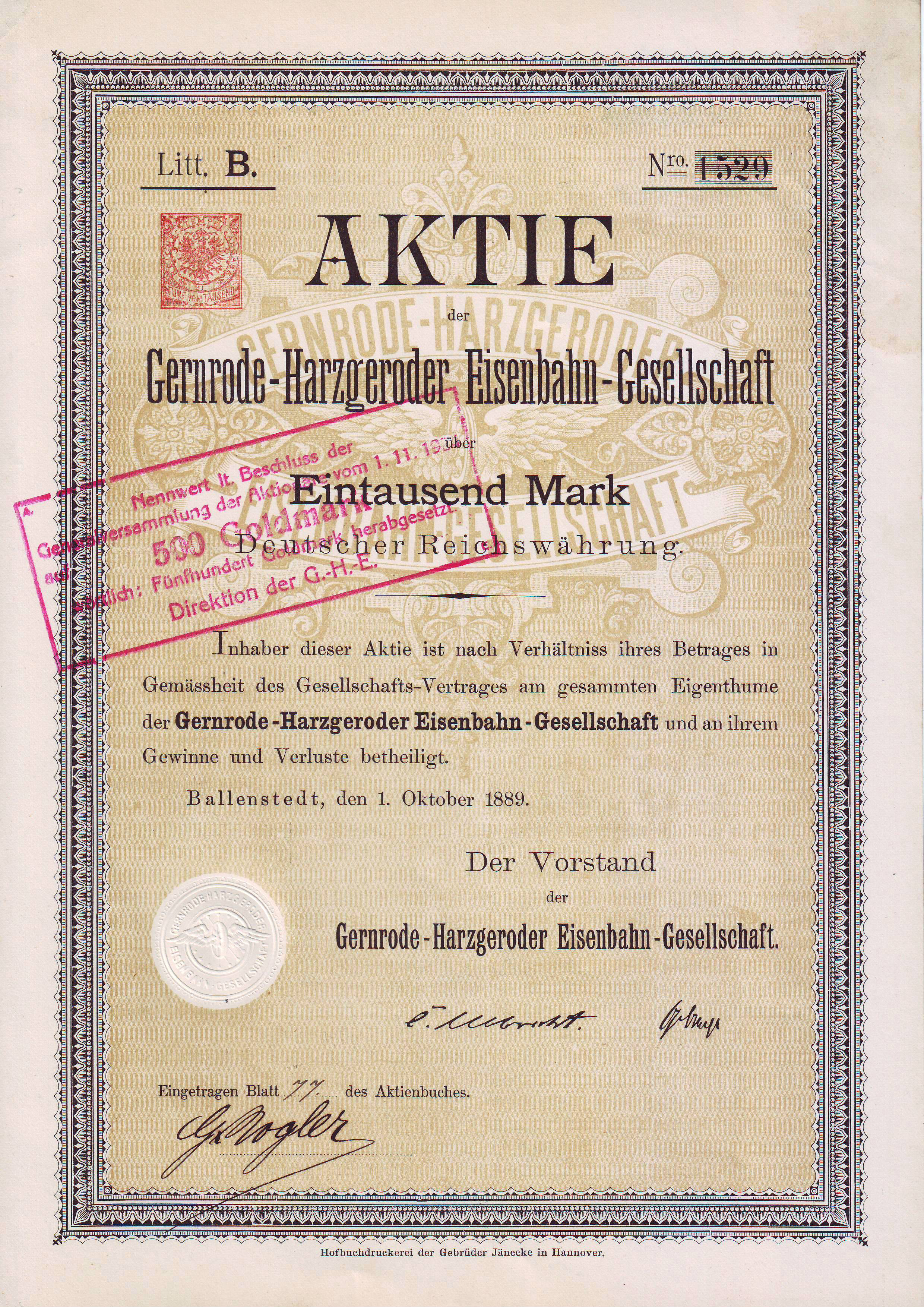
Aktie über 1000 Mark der GHE vom 1. Oktober 1889

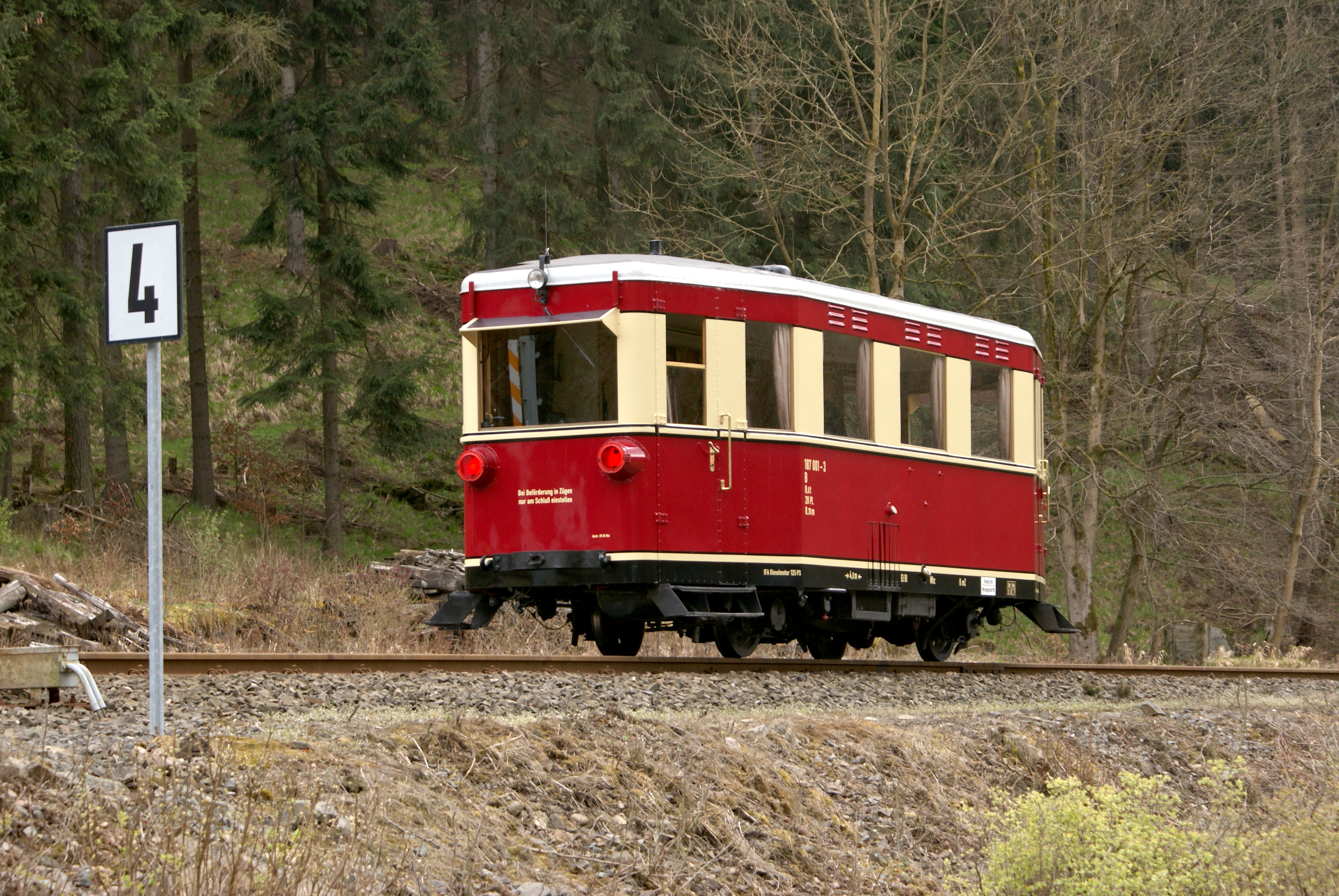
Der historische T 1 der GHE

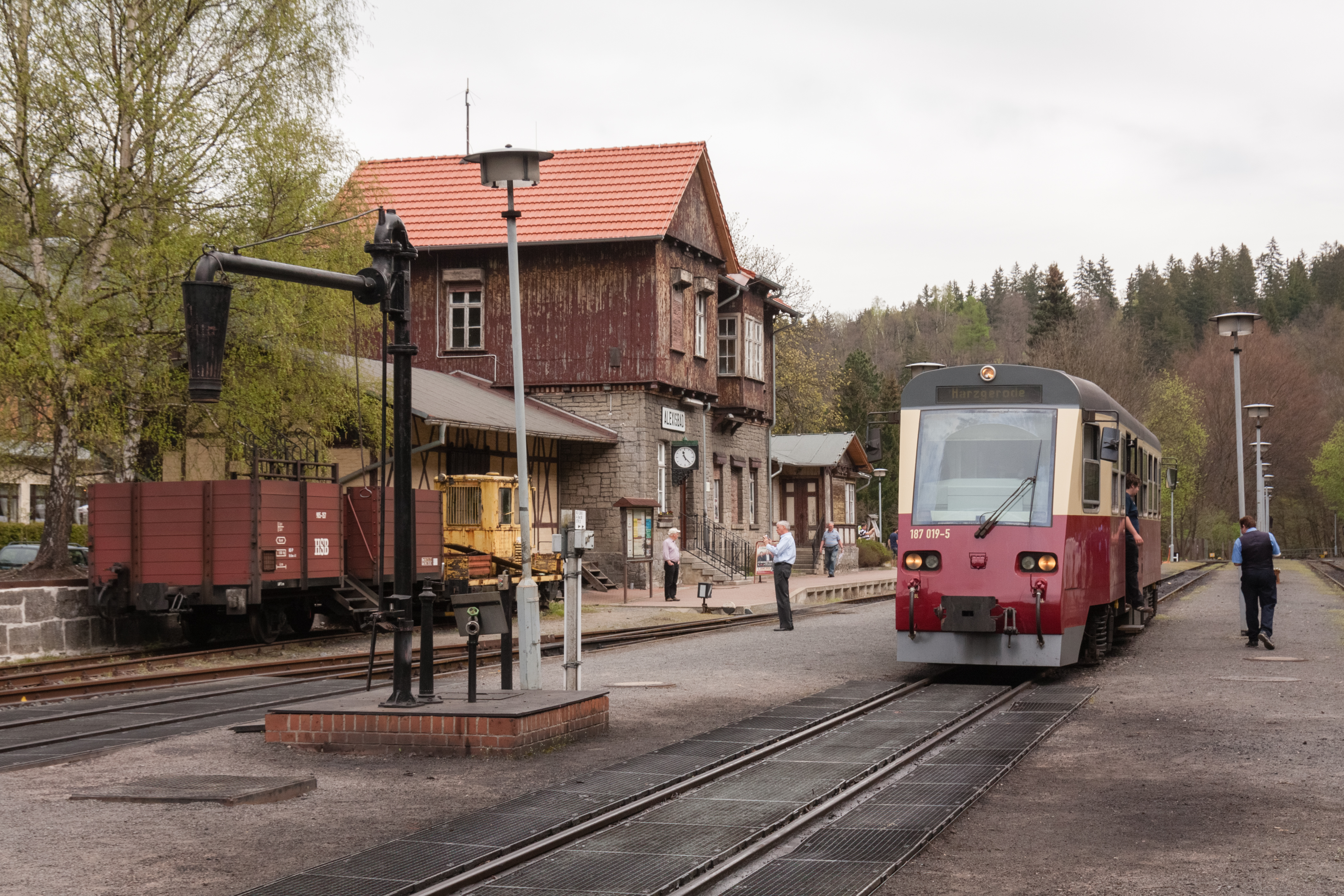
Abzweig- und Umsteigebahnhof Alexisbad (2012)

Die Gernrode-Harzgeroder Eisenbahn-Gesellschaft (GHE) war eine private Eisenbahngesellschaft in Deutschland, welche die Selketalbahn (Bahnstrecke Gernrode–Hasselfelde, Alexisbad–Harzgerode und Stiege–Eisfelder Talmühle) betrieb. Im Bahnhof Eisfelder Talmühle bestand Anschluss an das Netz der Nordhausen-Wernigeroder Eisenbahn-Gesellschaft (NWE), in Gernrode an die normalspurige Bahnstrecke Frose–Quedlinburg.

## Geschichte
Am 10. Mai 1886 wurde die Gernrode-Harzgeroder Eisenbahn-Gesellschaft gegründet, mit dem Ziel mittels einer Eisenbahnstrecke kleinere Betriebe im Ostharz an das Eisenbahnnetz anzuschließen. Nach den Erfahrungen mit der Feldabahn in Thüringen entschied man sich aus Kostengründen in der Konzession vom März 1887 für die Meterspur und eine Bahnstrecke von Gernrode nach Harzgerode und Silberhütte. Gernrode besaß seit 1885 Eisenbahnanschluss.
Schon am 7. August 1887 wurde die erste Teilstrecke Gernrode–Mägdesprung eröffnet. Nach und nach wurde das Netz immer weiter ausgebaut, bis am 15. Juli 1905 der Bahnhof Eisfelder Talmühle und somit die größte Ausdehnung erreicht wurde. Dem zunehmenden Kraftverkehr in den 1930er Jahren trat die GHE mit einem neuen Dieseltriebwagen (GHE T 1) und eigenen Omnibuslinien entgegen.
Von April bis Mai 1945 ruhte der Verkehr auf den Strecken der GHE. Im April 1946 wurden mit Ausnahme der Strecke Eisfelder Talmühle–Stiege–Hasselfelde und Straßberg–Flussspatschacht alle Gleise als Reparationsleistung an die Sowjetunion demontiert. Die Betriebsführung zwischen Eisfelder Talmühle und Hasselfelde ging ab dem 15. April 1946 an die NWE. Die GHE mit den verbliebenen Anlagen und Gebäuden wurde am 30. Juni 1946 verstaatlicht.
Ab Oktober 1946 begann man mit dem Wiederaufbau der Strecke von Gernrode nach Harzgerode und Straßberg. Die Fertigstellung im Juli 1949 erlebte die GHE nicht mehr, seit 1. April unterstand die Strecke und die Anlagen der Verwaltung der Deutschen Reichsbahn.

### Omnibusverkehr
Omnibusse bildeten ab den 1920er Jahren eine Konkurrenz zur Eisenbahn, sodass viele Bahnverwaltungen eigene Omnibuslinien betrieben. Die GHE eröffnete zunächst unter Beteiligung der "Ostharzbahnen GmbH" am 24. Februar 1925 ihre ersten eigenen Omnibuslinien. Da sich der Verkehr auf den Linien vorteilhaft entwickelte, unter anderem weil die Fahrpläne von Omnibus und Eisenbahn aufeinander abgestimmt waren, beschaffte die GHE in den 1930er Jahren weitere Omnibusse und übernahm 1933 die Konzession der Ostharzbahnen GmbH für weitere Omnibuslinien.
Während des Zweiten Weltkriegs musste die GHE mehrere Omnibusse und Lastkraftwagen, die zum Transport von Expressgut beschafft worden waren, abgeben, sodass der Kraftverkehr fast vollständig eingestellt werden musste. Nach dem Kriegsende 1945 erhielt man einige der abgegebenen Fahrzeuge zurück. 1946 wurde der Eisenbahnbetrieb und der Kraftverkehr getrennt, letzterer existierte als eigenständiges Unternehmen weiter.

## Triebfahrzeuge
| Bezeichnung                                                        | DR-Nummer                   | Achsformel | Baujahr   | Anmerkung                                            |
| ------------------------------------------------------------------ | --------------------------- | ---------- | --------- | ---------------------------------------------------- |
| SELKE, GERNRODE, HARZGERODE, GÜNTHERSBERGE, ALEXISBAD, HASSELFELDE | 99 5811                     | C n2t      | 1887–1890 | 1946 fünf Stück als Reparation an die Sowjetunion    |
| ANHALT, BRAUNSCHWEIG, PREUSSEN                                     | –                           | B'B n4vt   | 1905      | 1914 an Heeresfeldbahn                               |
| Nr. 20                                                             | –                           | D n2t      | 1910      | 1914 von RLK, 1946 als Reparation an die Sowjetunion |
| Nr. 21 und 22                                                      | –                           | E h2t      | 1928      | 1946 als Reparation an die Sowjetunion               |
| T 1                                                                | VT 137 522 (später 187 001) |            | 1933      | erhalten                                             |
| NWE Nr. 1                                                          | 99 5804                     | B n2t      | 1896      | Mietlok 1946                                         |

## Überlieferung
Die Überlieferung der Gernrode-Harzgeroder Eisenbahn-Gesellschaft befindet sich in der Abteilung Dessau des Landesarchivs Sachsen-Anhalt.